# ル・ブラン (アンドル県)
ル・ブラン （Le Blanc）は、フランス、サントル＝ヴァル・ド・ロワール地域圏、アンドル県のコミューン。

## 地理
県の南西端にあり、自然区分上はボワショー・ノール地方に属する。クルーズ川が流れる。シャテルローより51km離れている。

## 交通
- 鉄道 - パリ＝ボルドー間路線、ポルト・ド・ピル-アルジャントン＝シュル＝クルーズ路線、サン＝ブノワ＝デュ＝ソル路線、ブランカルジャン鉄道など多くの路線がル・ブランを通る。しかし現在はコミューン内に駅はなく、最寄は39km離れたアルジャントン＝シュル＝クルーズ駅となる。

## 歴史

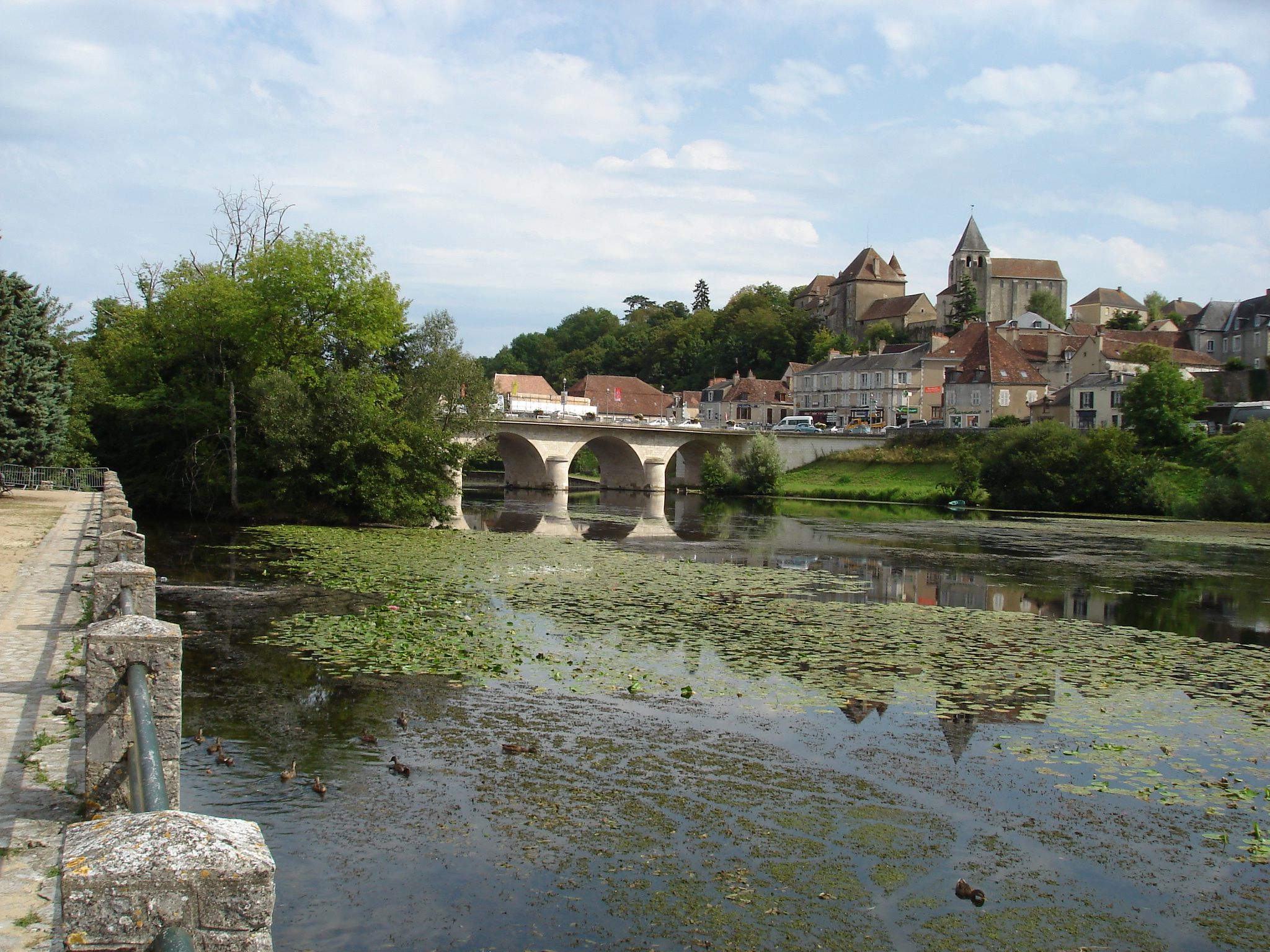
ル・ブランを流れるクルーズ川

ベリー、ポワトゥー、トゥーレーヌの各州の境界にあったル・ブランは、おそらくクルーズ川を渡る監視所から発生したと考えられる。白を意味する現在の地名についての由来は不明瞭である。かつてはOblincum、Oblenc、Oublanc、Doublanc、Du Blancと記されていた。
アンシャン・レジーム時代の終わりまで、コミューンはクルーズ川に分断されていた。バ・ヴィルと呼ばれる北の地域は、ローマ街道沿いにできたサン・ジェニトゥール教会を中心に発展し、ベリー地方に属した。南のヴィル・オートはベリーとポワトゥーに分断されており、相対する防衛用の城が築かれていた。現在はどれも現存していない。中世、2つに分かれた町の間に橋が架かっていたが、1530年の洪水で流れてしまった。それから300年間、2つの町をつないだのは渡し舟だった。19世紀初頭に橋が再建されると、ル・ブランの都市化が進んだ。

## 人口統計
| 1962年 | 1968年 | 1975年 | 1982年 | 1990年 | 1999年 | 2006年 |
| ------ | ------ | ------ | ------ | ------ | ------ | ------ |
| 6 402  | 6 767  | 8 024  | 7 769  | 7 361  | 6 995  | 6 927  |

参照元:1968年以降Insee,

## 出身者
- ジョアン・オビアン：サッカー選手

## 姉妹都市
- ベヒホーフェン (フランケン)、ドイツ
- アルベリク、スペイン